# Hagai Levi
Hagai Levi (in ebraico חגי לוי‎?; Sha'alvim, 1963) è un regista, sceneggiatore, produttore televisivo  e critico israeliano.
Levi è conosciuto per aver creato, diretto e prodotto la serie televisiva israeliana BeTipul e per aver prodotto In Treatment, adattamento statunitense per il network HBO. Il successo della serie ha generato diversi adattamenti internazionali, prodotti in Brasile, Argentina, Canada, Italia e molti altri. 
Nella sua attività di produttore, Levi ha prodotto diversi cortometraggi e documentari.
Nel 2014 crea, assieme a Sarah Treem, la serie televisiva The Affair per il network statunitense Showtime.